# Metagonia maximiliani
Metagonia maximiliani is een spinnensoort uit de familie trilspinnen (Pholcidae). De soort komt voor in Mexico.